# Gonzalo Chila
Ez a szócikk spanyol nevet tartalmaz; a vezetéknév első tagja Chila, a második pedig Palma.
Ángel Cheme (Muisne, 1981. november 19. –) ecuadori labdarúgó, jelenleg az LDU Quito játékosa.
Cheme jelenleg vizsgálat alatt áll hamis születési dátum és személyazonosság használata miatt. A vád szerint a játékos valódi neve Angel Lizardo Cheme Ortíz, és 26 helyett 29 esztendős (születési dátuma 1981. november 19. Az Ecuadori labdarúgó-szövetség (FEF) kétéves eltiltással sújtotta a labdarúgót.

## Külső hivatkozások
- Profil a footballdatabase.eu-n (angolul)
- Profil a worldfootball.net-en (angolul)
- Elmeszelték az evangélikus lelkész személyazonosságával játszó focistát – 2010. december 11., Origo
- BDFA profil (spanyolul)